# Laure Baignères
Pour les articles homonymes, voir Baignères.
Laure Baignères, née le 24 octobre 1840 à Paris et morte le 3 mars 1918 à Paris 8e, est une dame de la société parisienne qui a tenu, dans son hôtel au 40 de la rue du Général-Foy, un salon où elle recevait le « tout-Paris » politique, financier, militaire, artistique littéraire et musical, dont José-Maria de Heredia, Georges Bizet, Claude Debussy, puis des amis du Lycée Condorcet de son fils Jacques Baignères comme Jacques Bizet, Fernand Gregh et Marcel Proust.

## Biographie
Laure Marie Albertine Boilay est la fille d'Antoine Fortuné Boilay (1802-1866), conseiller d'État, et d'Aurélie Roberte Marie-de-Sainte-Colombe (1808-1891).
Elle épouse le 19 janvier 1863 à Paris 9e Henri Baignères (1829-1908), fils de Louis Alexandre Baignères (1797-1873), agent de change et administrateur de la Compagnie du Chemin de fer de l'Est, et de Cacilde Mélanie Laffitte (1810-1889), nièce de Jacques Laffitte (1767-1844).
Elle est la mère de l'homme de lettres Jacques Baignères (1872-1944), tante par alliance de l'artiste peintre Paul Baignères (1869-1945) et grand-mère du journaliste, critique de spectacles et auteur Claude Baignères (1921-2008).

## Le salon de Laure Baignères
L'hôtel
« L'hôtel du 40 fut une des maisons de Paris les plus fameuses au temps des salons. C'est aujourd’hui (1954) le Haut-Commissariat à Madagascar. Ce fut la résidence de Mme Baignères [...] que ses réparties mordantes avait fait surnommer Mme Rivarol. Elle était née Laure Boilay et avait épousé M. Henry Baignères, dont il semble bien qu’on ne prononcerait plus aujourd’hui le nom si sa femme n’avait attaché à celui-ci les mille facettes brillantes de son esprit. L’union des deux époux n’avait pas été exemplaire et l’on murmurait que la belle Laure ne prenait pas assez de soin pour cacher sa liaison avec un gentilhomme orléaniste, M. de Rémusat ».
Selon certaines sources, le salon de Mme Baignères a inspiré la pièce d’Édouard Pailleron Le Monde où l’on s’ennuie.
Son fils unique, Jacques Baignères, né plus de 9 ans après le mariage et les rumeurs de la liaison entre Laure et Paul de Rémusat, se lia d'amitié avec Marcel Proust au Lycée Condorcet et l'introduisit donc au salon de sa mère à Paris et chez les Baignères à Trouville.  Personnages et lieux dont Proust s'inspira aussi pour son œuvre.
Entre 1888 et 1892, Proust et Lyautey fréquentent le salon des Baignères. Proust y est le témoin de la rupture entre Louise Baignères et Hubert Lyautey, coureur de dot.
Rue de Turin
Charlotte Baignères, femme d'Arthur Baignères, belle-sœur de la salonnière Laure Baignères et mère de deux amis de Marcel Proust, Paul et James Baignères (1880-1943) : « une anglaise à la beauté épanouie. Paul Bourget, toujours soucieux de sa carrière et acharné à se pousser dans le monde, avait souhaité – mais sans pouvoir réaliser ce vœu – d'épouser sa fille Louise ».

## MmeLeroi chez Proust
Laure Baignères inspirera à Proust quelques parts du personnage de Mme Blanche Leroi dans À la recherche du temps perdu. Ce personnage y est cité 29 fois dont 21 fois dans Le côté de Guermantes, 1 fois dans Albertine disparue et 7 fois dans Le Temps retrouvé.
Proust lui emprunte ce mot célèbre « L’amour ? je le fais souvent mais je n’en parle jamais » dans À la recherche du temps perdu (édition 1919, tome 7, Le côté de Guermantes, p. 21).